# Single-Lokomotive

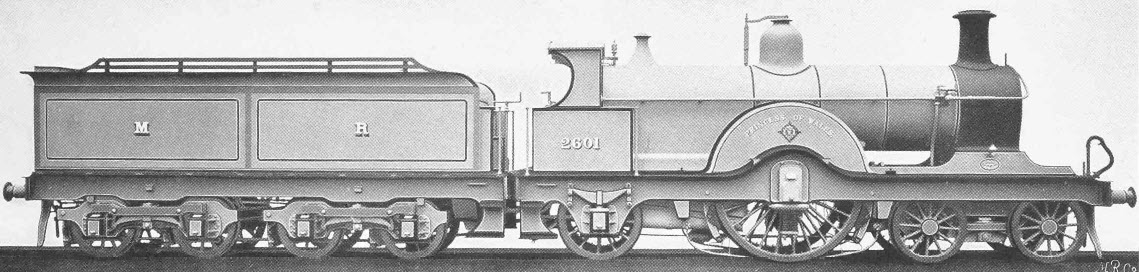
Single-Lokomotive der Klasse 2601 der Midland Railway

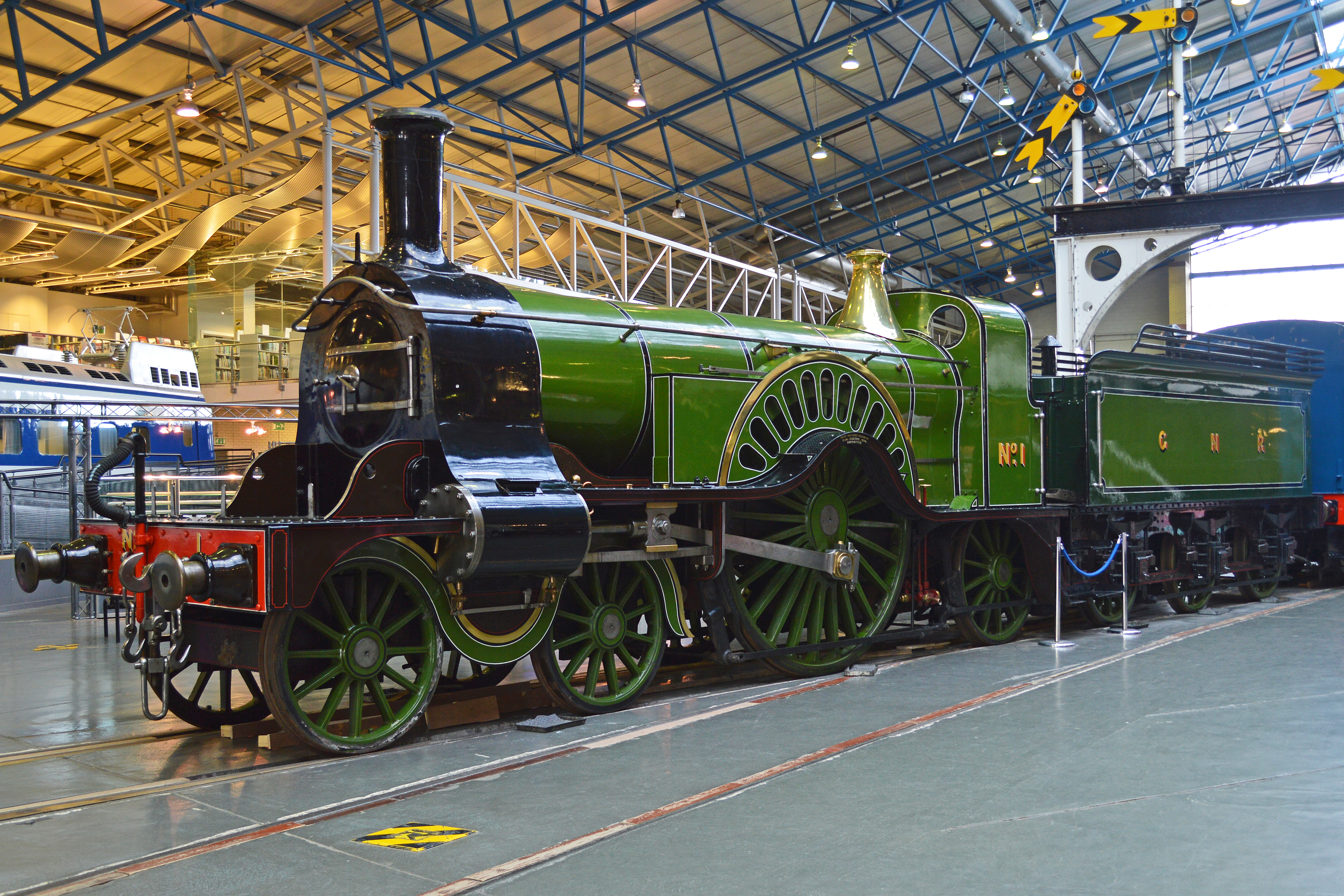
Die 1870 erbaute Stirling Single Nr. 1 im NRM York

Eine Single-Lokomotive, englisch auch nur Single ‚Einzel‘ oder Single Wheeler ‚Einzelrader‘, ist eine Dampflokomotive mit einem einzigen großen Treibradsatz, die meist für leichte Schnellzüge eingesetzt wurde. Die Bezeichnung und die Bauart waren vor allem im Großbritannien verbreitet.

## Geschichte
Für Schnellzüge ausgelegte Single-Lokomotiven entstanden ab den 1840er-Jahren. Gegen Ende der 1860er-Jahre bauten die meisten Bahngesellschaften in Großbritannien keine Single-Lokomotiven mehr, weil die Zugkraft einer einzelnen Achse nicht mehr genügte, um die schwerer gewordenen Züge zu führen. Ausnahmen waren die Great Northern Railway (GNR) und die Great Western Railway (GWR). Bekannt wurden insbesondere die nach einem Entwurf von Patrick Stirling, dem Locomotive Superintendent der GNR, zwischen 1870 und 1895 gebauten Stirling Singles, von denen die erste, 1870 gebaute Lokomotive Nr. 1 erhalten blieb und heute im National Railway Museum in York ausgestellt ist.
Die Midland Railway (MR) baute ab den 1880er-Jahren erneut Single-Lokomotiven, weil die von James Gresham 1885 erfundenen dampfbetriebenen Sandstreueinrichtungen sehr effektiv waren und die Traktion der einzelnen Triebachse merklich verbessern konnten. Samuel Waite Johnson, der Oberingenieur der MR, ließ zwischen 1887 und 1900 nicht weniger als 95 Single-Lokomotiven von den bahneigenen Werkstätten in Derby bauen, die sich in baulichen Details leicht unterschieden. Sie wurden vor hochwertigen Schnellzügen eingesetzt und erreichten Geschwindigkeiten bis 90 mph (ca. 145 km/h). Aus dem letzten Baulos, war die Nr. 2601 an der Weltausstellung Paris 1900 zu sehen, wurde dort aber von den Kommentatoren auf dem Festland als überholt betrachtet. Die letzten Single-Lokomotiven wurden 1910 von Kerr Stuart für die Shanghai-Nanking Railway in China gebaut.

## Technik
Obwohl bereits in den Anfängen der Eisenbahn Lokomotiven mit zwei gekoppelten Achsen zum Einsatz kamen, wurde die Bauart mit einer einzelnen Treibachse lange Zeit für Schnellzüge bevorzugt. Das Verhalten von Kuppelstangen unter Last war wenig bekannt und man fürchtete, dass die Konstruktion unter der Belastung beim Fahren hoher Geschwindigkeiten versagen könnte. Weiter gab es durch die wegfallenden Kuppelstangen weniger hin- und hergehende Massen. Nachteilig war das geringe Reibungsgewicht der Single-Lokomotiven, das durch die zulässige maximale Radsatzlast beschränkt war, die aber gegen das Ende des 19. Jahrhunderts auf den britischen Hauptstrecken bereits 20 t erreichte.
Single-Lokomotiven wurden in der Frühzeit der Eisenbahn mit unterschiedlicher Anzahl von Laufachsen ausgeführt. Anfangs wurden die Achsfolgen 2’A (Crampton), 1A1 (Patentee), A1 und 1A angewandt. Neuere, ab etwa den 1860er Jahren gebaute Lokomotiven hatten meist die Achsfolge 2’A1, die auch im engeren Sinne mit dem Achsfolgenamen Single bezeichnet wird. Die Treibräder hatten oft einen Durchmesser von über zwei Meter, damit die Kolbenbewegung der Dampfmaschine auch bei hohen Geschwindigkeiten möglichst langsam war und den Gang der Lokomotive nicht störte. Um die Biegebeanspruchung durch die auf die Treibachse wirkenden großen Kräfte gering zu halten, wurde diese oft vierfach gelagert, was bedingte, dass die Lokomotiven mit einem Doppelrahmen ausgeführt wurde, also sowohl Außen- wie Innenrahmen hatte.